# 박대희
박대희는 대한민국의 텔레비전 드라마 연출감독이다.

## 드라마
- 2021년 ~ 2022년 채널 A 월화 미니시리즈 《쇼윈도: 여왕의 집》 ... 공동연출
- 2023년 ENA 미니시리즈 《딜리버리 맨!》 ... 공동연출